# Lonely (Imagine Dragons)
Lonely è un singolo del gruppo musicale Imagine Dragons, pubblicato il 24 settembre 2021 come terzo estratto dal quinto album in studio Mercury - Act I.

## Tracce
1. Lonely – 2:43

## Classifiche
| Classifica (2022) | Posizione massima |
| ----------------- | ----------------- |
| Repubblica Ceca   | 44                |